# Plexus choroideus

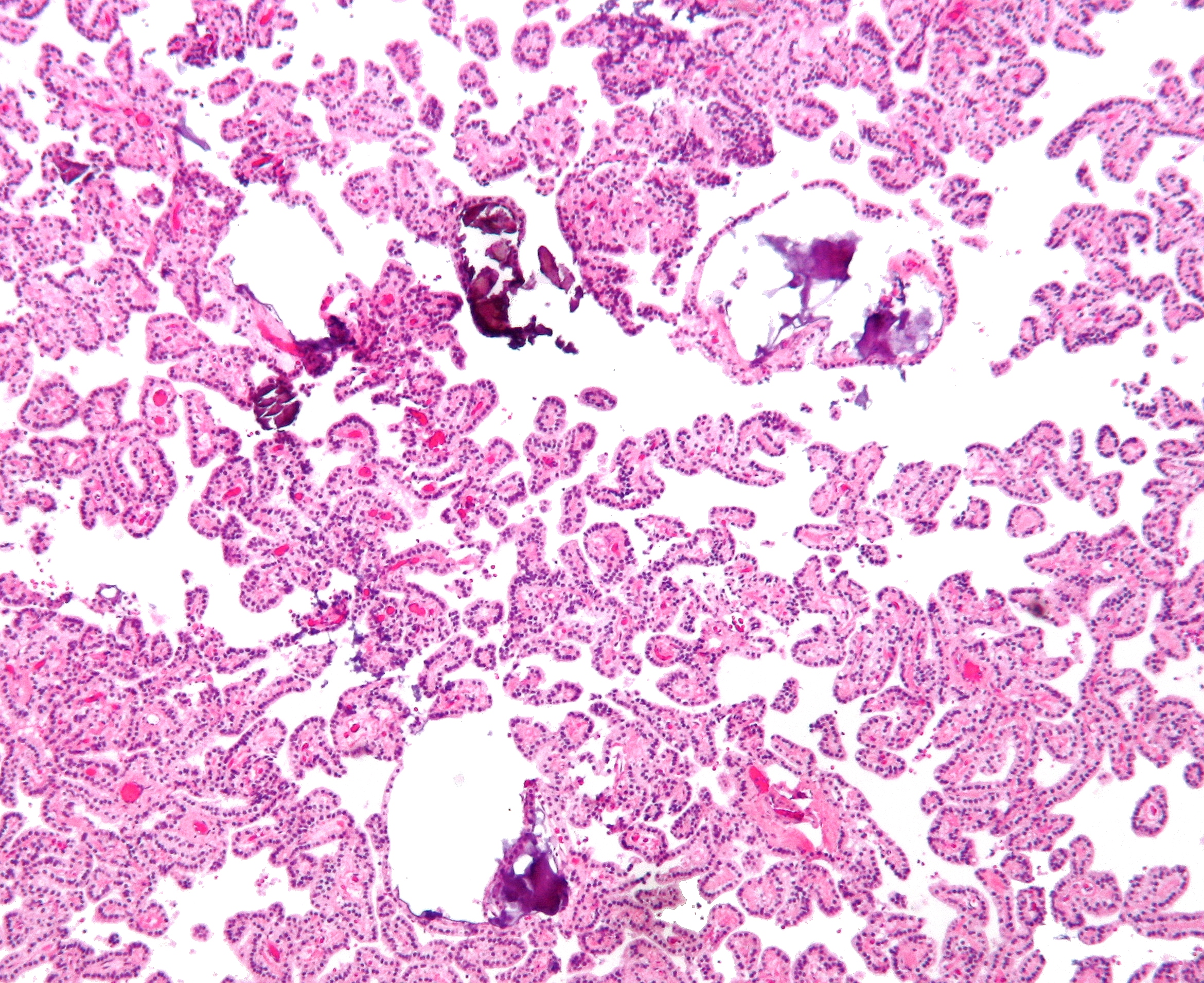
Plexus choroideus i ett histologiskt vävnadsprov.

Plexus choroideus är en vävnad i tredje, fjärde och de laterala hjärnventriklarna som producerar cerebrospinalvätska.
Strukturen byggs upp av ependymalceller sammanlänkade med tight junctions, vilket ger upphov till den skyddande blod-cerebrospinalvätske-barriären. Denna barriär liknar blod-hjärnbarriären, i att den utgör ett skydd för hjärnan mot potentiellt skadliga substanser i blodet, då passiv passage över barriärerna endast sker för små, oladdade, hydrofoba molekyler.